# John Lerew
John Margrave Lerew, DFC (Hamilton, 20 de agosto de 1912 – Vancouver, 24 de fevereiro de 1996) foi um oficial e piloto da Real Força Aérea Australiana (RAAF) durante a Segunda Guerra Mundial e, posteriormente, gerente sénior da Organização da Aviação Civil Internacional (ICAO). Como comandante do Esquadrão N.º 24, baseado na Nova Bretanha, ele tornou-se famoso nos anais da história da Força Aérea pela sua resposta irreverente às ordens do quartel-general na Austrália durante a Batalha de Rabaul em Janeiro de 1942. Depois de o seu esquadrão ter sido instruído a ajudar a repelir a força invasora japonesa com o seu único bombardeiro operacional e a manter o aeródromo danificado aberto, Lerew respondeu o quartel-general com a antiga frase em latim supostamente usada por gladiadores em homenagem ao seu imperador: "Morituri vos salutamus" ("Nós, que estamos prestes a morrer, vos saudamos"). Ele também desafiou a ordem de abandonar sua equipa e organizou a sua fuga de Rabaul.
Em Fevereiro de 1942, Lerew liderou um ataque de bombardeamento de baixo altitude contra navios inimigos na Nova Guiné, conseguindo deixar dois navios a arder. Ele foi abatido, mas conseguiu escapar da captura e voltou à sua Força nove dias depois de ser dado como desaparecido. Agraciado com a Cruz de Voo Distinto, ele posteriormente comandou a primeira diretoria de segurança de voo da RAAF. Depois de deixar a força aérea em 1946 como capitão de grupo, Lerew assumiu um cargo na recém-formada ICAO, no Canadá. Ele foi responsável por várias reformas administrativas e técnicas na organização, e foi promovido a Chefe do Ramo Aéreo em 1969. Aposentando-se da ICAO em 1972, ele viajou muito antes de se estabelecer em Vancouver, onde morreu em 1996 com a idade de 83 anos.

## Infância e juventude
Nascido em Hamilton, Victoria, Lerew era filho de William Margrave Lerew, um químico e cirurgião veterinário que emigrou da Inglaterra com os seus dois irmãos. A família era de descendência Huguenote, com o nome original Le Roux. John Lerew foi educado no Colégio Scotch, em Melbourne, onde foi membro dos cadetes. Ele estudou em part-time para obter o diploma de bacharel em engenharia civil na Universidade de Melbourne, servindo simultaneamente cerca de dois anos na milícia em várias unidades, incluindo no 39.º Batalhão e na 3.ª Divisão de Pesquisa de Artilharia e no Regimento da Universidade de Melbourne. Ele também desenvolveu um amor por carros velozes, juntando-se a uma equipa de competição e terminando em terceiro no Grande Prémio da Austrália de 1930.
A 19 de Novembro de 1932 Lerew alistou-se como cadete da aviação na reserva activa da RAAF, conhecida como Força Aérea Cidadã (CAF). Ele marchou para Victoria Barracks por capricho e pediu para ver a pessoa encarregada do recrutamento da Força Aérea. Ele foi levado ao escritório do líder de esquadrão Raymond Brownell, também um ex-aluno do Colégio Scotch, acabando por o admitiu na força aérea. Lerew realizou instrução de voo em 1933 no curso "B", conduzido pelo Esquadrão N.º 1 na Estação de Laverton, e tornou-se oficial piloto no dia 1 de Abril. Ele foi transferido da CAF para a Força Aérea Permanente a 20 de Maio de 1935, após a formatura na universidade, e foi promovido a oficial-de-voo no dia 1 de Julho. Colocado no Depósito de Aeronaves N.º 1, ele foi promovido a tenente de voo provisório em 1936. A classificação tornou-se substantiva no ano seguinte, quando ele foi nomeado Oficial Director de Obras e Edifícios de Estado-Maior na Sede da RAAF, em Melbourne, ficando responsável pela seleção e melhoria dos locais aeronáuticos.

## Segunda Guerra Mundial

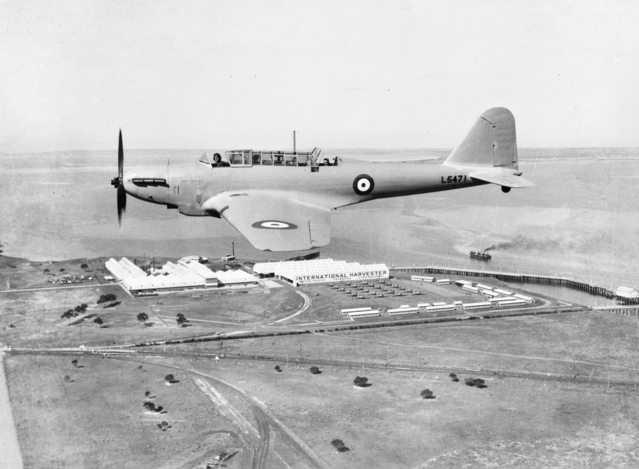
Um Fairey Battle fotografado por Lerew numa batalha sobre Geelong, Setembro de 1940

Lerwe ainda estava em Melbourne em Setembro de 1939, quando começou a Segunda Guerra Mundial. Ele foi promovido a líder de esquadrão em Junho de 1940 e, no mesmo mês, assumiu o comando do Parque de Aeronaves N.º 1 em Geelong. Uma das suas tarefas iniciais foi testar a aeronavegabilidade do primeiro bombardeiro leve monomotor Fairey Battle montado na Austrália. Em Setembro de 1940 ele foi enviado para o Depósito de Aeronaves N.º 2 na estação de Richmond, em Nova Gales do Sul, e logo depois participou numa pesquisa nas Ilhas Salomão e na ilha de Nova Bretanha, incluindo a sua capital Rabaul. Mais tarde Lerew receberia o comando do Esquadrão N.º 24, em Maio de 1941, sendo ainda promovido a comandante de asa temporário em Outubro.
Em Novembro de 1941 o Esquadrão N.º 24 era composto por um Fairey Battle, três aviões biplanos de instrução de Havilland Moth Minor, cinco bombardeiros leves bimotor Lockheed Hudson e onze CAC Wirraway de treino. Esperava-se que os Wirraway de dois assentos fossem empregados em operações como caças, mas eram adequados para tal função "apenas nas mentes do Conselho Aéreo", nas palavras do historiador da RAAF Alan Stephens. No dia 1 de Dezembro o quartel-general da RAAF em Melbourne notificou o esquadrão de Lerew que seria enviado para Rabaul como guarnição avançada na defesa do norte da Austrália.

### Preparativos em Rabaul
Os aviões Hudson do Esquadrão N.º 24 começaram a ser transferidos para o campo de aviação de Vunakanau, em Rabaul, a partir da Estação de Townsville no extremo norte de Queensland, em Dezembro de 1941. A meio do mês eles foram acompanhados pelas aeronaves Wirraway da unidade. Vunakanau oferecia pouco abrigo para funcionários ou aeronaves, e já haviam aviões de reconhecimento japoneses activos nas proximidades, um sinal que sugeria que um ataque era iminente. O Esquadrão N.º 24 começou a realizar missões de reconhecimento com os seus Hudson e, numa ocasião, tentou bombardear um navio inimigo sem sucesso. O quartel-general da RAAF ameaçou retirar Lerew pela sua aparente falta de resultados e atrasos nas comunicações, e exigiu saber quais eram as suas desculpas. Com um espírito que a história oficial da RAAF na Segunda Guerra Mundial descreveu como uma "irreverência travessa", Lerew justificou as suas acções com vários motivos, entre os quais "a decepção pela falta de assistência dos Todos Poderosos". Mais tarde, ele relatou que a situação da RAAF na área estava a causar "mais preocupação" pelo seu próprio quartel-general no "sul do que pelo inimigo situado no norte".

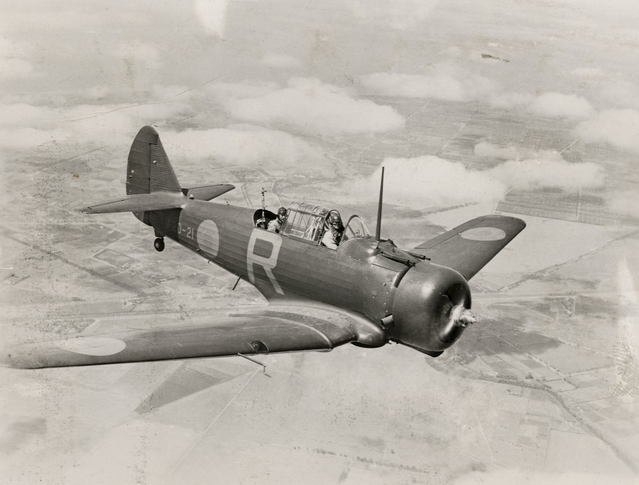
Wirraway semelhante aos do Esquadrão N.º 24

A força do Esquadrão N.º 24 no início de 1942 era de quatro aviões Hudson, seis Wirraway e 130 efectivos. No dia de Ano Novo, Lerew liderou os Hudson num ataque contra a ilha Kapingamarangi, incendiando um depósito de combustível que ainda estava a arder quando o esquadrão voltou para acompanhar um ataque dois dias depois. De 4 a 7 de Janeiro, o campo de aviação de Vunakanau sofreu quatro ataques de bombardeiros japoneses sem escolta, destruindo quase todos os Hudson, tendo sobrado apenas um. Embora os Wirraway tenham sido enviados para interceptar os atacantes em várias ocasiões, a sua velocidade de subida era tão baixa que apenas uma vez um deles conseguiu enfrentar um hidroavião inimigo, porém sem resultado; esta acção a 6 de Janeiro foi o primeiro combate ar-ar entre a RAAF e as forças japonesas. Nesta altura, Lerew solicitou ao quartel-general seis "caças modernos" com os quais defenderia o seu campo de aviação; o seu pedido não seria atendido.
O líder do esquadrão Arch Tindal, Oficial de Armamento do Comando da Área do Norte, acrescentou o seu peso aos apelos de Lerew por aeronaves modernas. Tindal havia chegado para inspeccionar o Esquadrão N.º 24 a meio de um ataque inimigo a 3 e Janeiro, e imediatamente saltou para o Wirraway mais próximo para tentar uma interceptação. Ele mais tarde submeteu um relatório ao quartel-general em Townsville, fazendo eco às preocupações de Lerew sobre as capacidades do Wirraway e advertindo que "Rabaul está agora aberto a ataques de bombardeio". Apesar disso, a moral permaneceu alta na unidade; Lerew comentou sobre a atitude despreocupada do seu pessoal, que frequentemente esperava até ao último momento para se proteger durante os ataques aéreos. A 17 de Janeiro Lerew conseguiu ganhar altura suficiente num dos seus Wirraway para enfrentar um hidroavião japonês num ataque frontal, mas as suas munições de metralhadora .303 não foram suficientes para abater o japonês. Em 1956, durante uma conferência em Tóquio, ele conheceu o piloto do avião japonês, que o informou que seu ataque solitário danificou um motor e matou dois tripulantes, acrescentando que Lerew foi "o inimigo mais bravo que já enfrentei".

### Invasão de Rabaul

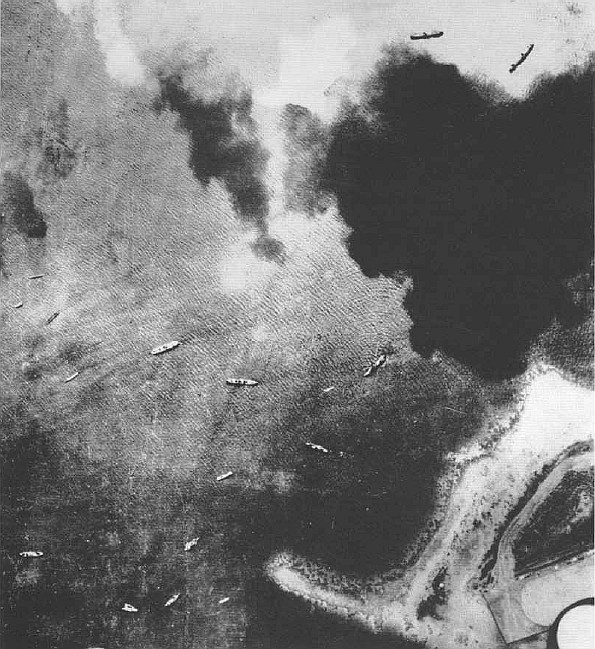
Frota japonesa a ser empregada na invasão de Rabaul, fotografada por um Hudson da RAAF sobre Truk a 9 de Janeiro de 1942

No dia 20 de Janeiro uma força com mais de 100 aviões japoneses, incluindo bombardeiros, bombardeiros de mergulho e caças de escolta, convergiram para Rabaul. A força foi liderada pelo comandante Mitsuo Fuchida, que controlou o ataque a Pearl Harbor no dia 7 de Dezembro de 1941. Dois Wirraway de patrulha do Esquadrão N.º 24 atacaram a primeira onda de invasores japoneses. Os seis Wirraway restantes de Lerew então meteram-se em marcha, com um deles a sofrer um acidente na descolagem. Dos sete que ficaram no ar, três foram abatidos no mar por caças Mitsubishi Zero, dois outros aterraram com danos graves, um escapou com danos leves e um permaneceu ileso. A acção de dez minutos matou seis tripulantes da RAAF e feriu cinco. Um soldado australiano no solo mais tarde lembrou: "Sentamos nas nossas armas, chocados com o massacre que havíamos acabado de observar". Os caças japoneses agravaram a humilhação executando acrobacias sobre o campo de aviação bombardeado. Lerew comunicou então para o quartel-general, "Dois Wirraway, defesa inútil. Será que poderiam, agora, enviar alguns caças?", recebendo a resposta, "Lamentamos a impossibilidade de fornecer caças. Se os tivéssemos, os daríamos." No dia seguinte, ele foi obrigado a atacar a força japonesa que se aproximava com "todas as aeronaves disponíveis". Como os seus dois Wirraway utilizáveis não tinham porta-bombas, restava apenas o último Hudson para executar a ordem; o bombardeiro então descolou para procurar os navios inimigos, mas não foi capaz de localizá-los ao anoitecer e voltou para o campo de aviação.
Foi ao seguir uma nova directriz do quartel-general no dia 21 de Janeiro de 1942, para manter "aberto" o seu campo de aviação, que Lerew, após discussão com o seu pessoal de inteligência, enviou a mensagem que o tornou famoso: "Morituri vos salutamus". A mensagem confundiu o quartel-general, até que um oficial familiarizado com latim descodificou como a frase lendária usada pelos antigos gladiadores para homenagear o seu imperador: "Nós, que estamos prestes a morrer, vos saudamos!". Lerew também optou por ignorar duas outras ordens recebidas do quartel-general, em primeiro lugar, para transformar o seu restante pessoal de terra e tripulação em soldados de infantaria para ajudar na defesa do exército e, em segundo lugar, deixar Rabaul no seu último Hudson para assumir o comando de um novo esquadrão em Port Moresby, na Nova Guiné. À primeira ordem, ele respondeu que tripulações treinadas da RAAF seriam mais valiosas em acções futuras do que num último esforço para repelir o invasor em Rabaul; para a segunda, ele simplesmente "fechou os olhos", recusando-se a escapar sozinho na única aeronave que restava que poderia evacuar o seu pessoal. No dia seguinte, 22 de Janeiro, ele enviou noventa e seis funcionários no Hudson e em hidroaviões chamados de Port Moresby. Outros escaparam por terra ou em barcos; o planeamento cuidadoso de Lerew ajudou a garantir que apenas três dos seus homens fossem capturados pelos japoneses.

### Posterior serviço de guerra
Após a evacuação de Rabaul, Lerew assumiu o comando de um esquadrão em Port Moresby, que mais tarde se tornou no Esquadrão N.º 32 (reconhecimento geral). A 11 de Fevereiro de 1942 ele liderou um voo de três Hudson num ataque ao porto de Gasmata, tornando o que a história oficial da RAAF na Segunda Guerra Mundial descreveu como "o primeiro ataque à altura do mastro contra navios inimigos na campanha da Nova Guiné". Tendo incendiado dois navios, os Hudson foram atacados por caças inimigos e dois foram abatidos, incluindo o de Lerew. Com a sua aeronave em chamas, ele ordenou que a sua tripulação saltasse pela porta traseira enquanto ele saltava de paraquedas da janela do cockpit. Lerew caiu na selva e por pouco evitou ser capturado antes de seguir para um posto de vigias da costa e retornar a Port Moresby numa escuna, nove dias após ter sido dado como desaparecido; os membros da sua tripulação faleceram. A 7 de Abril Lerew recebeu a Cruz de Voo Distinto por "excelente coragem, determinação, habilidade e tenacidade no decorrer de bombardeamentos contra posições inimigas na Nova Bretanha". O sucesso da operação Gasmata levou o Chefe do Estado-Maior da Força Aérea a elogiar o esquadrão de Lerew pelo "esforço exigido tanto pela tripulação quanto pelo pessoal de terra devido ao nosso pequeno número e condição geral".

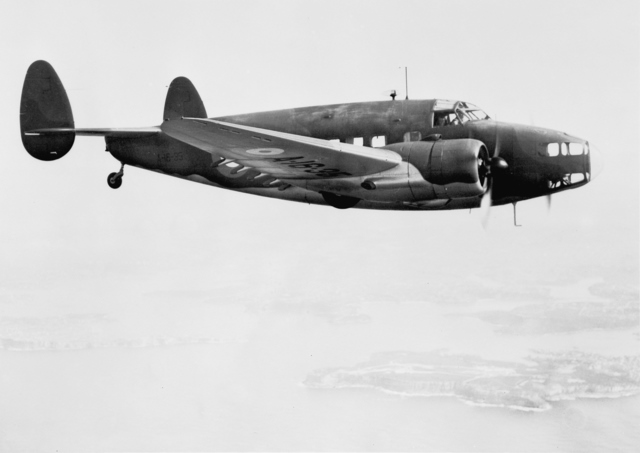
Hudson semelhante aos dos esquadrões n. 24 e 32

De volta à Austrália, Lerew manteve vários comandos de base, incluindo a Estação de Townsville, a Estação de Nowra em Nova Gales do Sul e o aeródromo Batchelor perto de Darwin, no Território do Norte. De Agosto a Dezembro de 1942 ele liderou o Esquadrão N.º 7, operando bombardeiros Bristol Beaufort a partir de Nowra e depois Townsville. Ele então retornou à Estação de Laverton para assumir o comando do Depósito de Aeronaves N.º 1. O biógrafo de Lerew, Lex McAulay, especulou sobre essa rápida sucessão de comandos em todo o país: "[...] é fácil presumir que a esse comandante de asa, cujos relatórios críticos foram vistos pelo Gabinete de Guerra e que por duas vezes escapou do inimigo, não deveria ser deixado livre de ter contacto pessoal com a mídia da época até que as suas experiências deixassem de ser actuais e fossem superadas por eventos importantes mais recentes". Embora formado em engenharia civil, Lerew acreditava que era subutilizado no ambiente técnico do Depósito de Aeronaves N.º 1, e procurou outro comando no exterior. No entanto, a sua permanência em Laverton ajudou a prepará-lo para o seu futuro trabalho de segurança na aviação. Em Setembro de 1943 ele investigou a queda de um Vultee Vengeance pilotado por um aviador experiente e descobriu que ao rolar a aeronave para a direita era possível que os movimentos do piloto desengatassem o seu cinto de segurança, impossibilitando-o de permanecer no seu assento e controlar devidamente a aeronave. Lerew projectou e desenvolveu uma utensílio para evitar a recorrência desse acidente, que mais tarde foi adoptado em todo o mundo para todos os cintos na aviação.
Em Dezembro de 1943 Lerew foi enviado para a Sede Ultramarina da RAAF, em Londres. Ele viajou pelos Estados Unidos, encontrando-se com estrelas do cinema como Bing Crosby, Bob Hope e Dorothy Lamour no set de Road to Utopia em Los Angeles em Fevereiro de 1944. Em Londres, ele estudou os métodos de operação da RAF e da USAAF, bem como funções diplomáticas. Sobre a invasão da França a 6 de Junho de 1944 escreveu: "Não houve alegria. Uma quietude silenciosa desceu sobre Londres e toda a Inglaterra. A Maioria das pessoas tem parentes nela, e há apenas um desejo: isto é, que acabe rapidamente. É deprimente não ter nenhum papel nisso." No final do ano Lerew foi investido com a sua Cruz de Voo Distinto pelo Rei Jorge VI no Palácio de Buckingham. Ele voltou para a Austrália no início de 1945 e casou-se com Laurie Steele, a viúva australiana de um piloto de caça nocturno da Real Força Aérea, tendo-a conhecido quando ele estava estacionado na Inglaterra. O casal teve duas filhas, mas acabou por se divorciar. Em Março Lerew participou na investigação sobre a queda de um Hudson que transportava o major-general George Vasey; ele determinou que a falta de experiência do piloto em voo por instrumentos havia sido um factor e recomendou que as tripulações de voo da RAAF passassem por tal formação. Promovido a capitão de grupo, ele formou a Directoria de Segurança de Voo em Junho de 1945 e serviu como o seu Director inaugural. Acreditando que a promoção da segurança de voo na RAAF atravessava as esferas administrativa e operacional, e ciente da notória rivalidade entre os dois oficiais superiores do serviço, os vice-marechais George Jones e Bill Bostock, Lerew propôs que a nova directoria fosse posicionada de maneira correta sob os auspícios de Jones como Chefe do Estado-Maior da Força Aérea, com autoridade para exigir livre acesso às informações de todas as outras directorias.

## Carreira e vida no pós-guerra

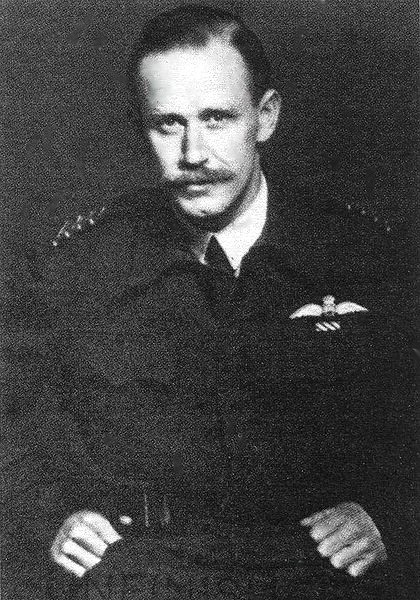
Lerew por volta de 1945–46

Duvidoso das perspectivas de evolução nas Forças Armadas do pós-guerra, Lerew candidatou-se a um cargo na então recém-criada Organização Provisória da Aviação Civil Internacional (PICAO) em Março de 1946, enquanto ainda era Director de Segurança Aérea na RAAF. Ele tinha acabado de ser nomeado comandante do Comando da Área Noroeste em Darwin no dia 7 de Outubro de 1946, quando a PICAO ofereceu-lhe o cargo de Director Técnico, oferta que ele aceita. Ele deixou a RAAF no dia 8 de Novembro de 1946, emigrando para Montreal, no Canadá, para assumir o seu novo emprego na PICAO, que se tornou ICAO em 1947. Nomeado Chefe de Aeródromos, Rotas Aéreas e Secção de Auxílios Terrestres em Janeiro de 1951, ele conduziu avaliações de aeródromos em todo o mundo e liderou a equipa que recomendou que Ellinikon fosse desenvolvido como o aeroporto internacional de Atenas. Lerew recebeu crédito por várias realizações da ICAO na década seguinte, incluindo várias reformas administrativas dentro da organização e a finalização de um sistema padrão de iluminação de abordagem de pista em 1953, após cinco anos de desacordo entre os membros. Um colega lembrou-se dele como tendo "aquela afortunada dualidade de personalidade, sendo sério, eficiente e conhecedor da sua qualidade oficial, com uma capacidade gémea igualmente inerente para realmente animar as coisas fora do trabalho".
A 20 de Agosto de 1966, no México, Lerew casou-se com Josephine Henriette Oude Reimerink, uma holandesa que ele conhecera três anos antes. Ele foi promovido a Chefe do Ramo Aéreo da ICAO em Abril de 1969, posição em que serviu até se aposentar da organização em 1972. Na reforma, Lerew e a sua esposa restauraram casas e viajaram muito. As suas expedições resultaram em "duas fugas por pouco", em Dezembro de 1974, quando se cansaram do clima extremamente húmido em Darwin e partiram pouco antes da chegada do ciclone Tracy no dia de Natal, e em Fevereiro de 1976, quando decidiram acampar bem longe do Lago de Atitlán, na Guatemala, que foi devastado logo depois por um terremoto que deixou mais de 22 000 mortos. O casal acabou por se estabelecer em Vancouver, onde John Lerew morreu de cancro no dia 24 de Fevereiro de 1996, com oitenta e três anos. Ele deixou Josephine e os filhos do seu primeiro casamento.